# Sofia Fredrika av Mecklenburg-Schwerin
Sofia Fredrika av Mecklenburg-Schwerin, född 24 augusti 1758 i Schwerin, död 29 november 1794 på Sorgenfri slott, var en dansk (ursprungligen tysk) prinsessa, gift 1774 med arvprins Fredrik av Danmark, Danmarks regent 1772–1784. 
Sofia Fredrika beskrivs som en lättsam person, som till en början hade svårt att anpassa sig till det danska hovet. Det danska hovet var en stelare miljö än vad hon var van vid, men hon blev så småningom allt mer populär i Danmark. Hon blev också med tiden en politisk faktor, då man fruktade att hennes inflytande över maken, som då var regent, skulle ta sig politiska uttryck och ge henne tillträde till landets styrelse.

## Barn
- Juliane Marie av Danmark (f. och d. 1784)
- Kristian VIII av Danmark, (1786–1848)
- Juliane Sophia av Danmark (1788–1850) gift med Wilhelm av Hessen-Philipsthal-Barchfeld
- Louise Charlotta av Danmark, (1789–1864), gift med Wilhelm av Hessen-Kassel.
- Fredrik Ferdinand av Danmark, (1792–1863), gift med Caroline av Danmark